# Antonio Caballero Bravo
Antonio Caballero Bravo (Mondragón, Guipúzcoa, 24 de junio de 1967) es un boxeador retirado Español, que representó a su país boxeando en los Juegos Olímpicos de Seúl 1988 en Seúl, Corea del Sur. Fue eliminado en la segunda ronda del Peso Pluma Ligero División (– 48 kg) por el vietnamita Dang Nieu Hu. Reside en Sevilla, y prosigue en el mundo del boxeo como maestro en el Club Torrebox de Sevilla.